# نينا ماتفينكو
نينا ماتفينكو (بالأوكرانية: Ніна Митрофанівна Матвієнко)‏ هي مغنية وممثلة أوكرانية (وحمل سابقاً جنسية الاتحاد السوفيتي)، ولدت في 10 أكتوبر 1947 في Nedilishche ‏ في أوكرانيا. من الجوائز التي نالتها بطل أوكرانيا سنة 2006 سنة 1988.

## جوائز
- بطل أوكرانيا (2006)
- جائزة شيفتشينكو الوطنية (1988)

## وصلات خارجية
- نينا ماتفينكو على موقع IMDb (الإنجليزية)
- نينا ماتفينكو على موقع ديسكوغز (الإنجليزية)
- نينا ماتفينكو على موقع قاعدة بيانات الفيلم (الإنجليزية)